# Meldola
Meldola és una ciutat d'Itàlia a la regió d'Emília-Romanya, província de Forlì-Cesena, amb una població d'uns 9.974 habitants.

## Personalitats meldoleses
- Giovanni Andrea Dragoni, (1540 - 1598) compositor del Renaixement
- Bartolomeo Mastri, (1602 – 1673) filòsof i teòleg
- Felice Orsini, (1819 - 1858) anarquista
- Alberto Zaccheroni, (1953) exfutbolista i entrenador
- Gian Luca Zattini, (1955) alcalde de Forlì des de 11 juny de 2019